# Sterling (Illinois)
Sterling – miasto w Stanach Zjednoczonych, w stanie Illinois, nad rzeką Rock River, w Hrabstwie Whiteside.

## Demografia
Według danych ze spisu ludności w 2000 roku liczyła 15 450 mieszkańców. W 2023 roku liczba mieszkańców spadła do 14 508 osób, a gęstość zaludnienia do 909 osób/km².

## Gospodarka
Sterling było związane przez wiele dekad z przemysłem wytwórczym i stalowym.